# Dołek (przełęcz)
Dołek (czes.: Slezské sedlo, niem.: Mädelwiese) – przełęcz w głównym grzbiecie Karkonoszy (Śląskim Grzbiecie), nad miejscowością Przesieka, pomiędzy Małym Szyszakiem a Śląskimi Kamieniami. Biegnie nią granica polsko-czeska.
Od północnego zachodu nad przełęczą wznosi się masyw Śląskich Kamieni (czes. Dívči kameny).
Wyraźne obniżenie w połowie Śląskiego Grzbietu składa się z dwóch przełęczy. Pierwszą od zachodu i głębszą (1178 m n.p.m.) jest właśnie przełęcz Dołek, a za Ptasim Kamieniem (1213 m n.p.m.), na wschód znajduje się Przełęcz Karkonoska o wysokości 1198 m n.p.m., do której zarówno od czeskiej, jak i od polskiej strony prowadzi asfaltowa droga. W Czechach całe siodło (oba obniżenia) nosi nazwę Slezské sedlo.

## Turystyka
Przez przełęcz przechodzi  czerwony szlak turystyczny Szklarska Poręba - Karpacz, tzw. Droga Przyjaźni Polsko-Czeskiej.